# Lovenjak
Lovenjak je priimek v Sloveniji, ki ga je po podatkih Statističnega urada Republike Slovenije na dan 1. januarja 2025 uporabljalo 192 oseb in je med vsemi priimki po pogostosti uporabe uvrščen na 2.246. mesto. V Pomurski statistični regiji je na 140. mestu (131 nosilcev). Najbolj pogost je na Goričkem.

## Znani nosilci priimka
- Danica Lovenjak (*1985), novinarka, televizijska oseba, fotomodelka
- Milan Lovenjak (*1965), arheolog, zgodovinar
- Zan Sudar Lovenjak (*1998), plezalec